# Кірюхін Юрій Петрович
Ю́рій Петро́вич Кирюхін (Кірюхін) — полковник, Державна прикордонна служба України.
Станом на березень 2017-го — перший заступник командира військової частини — начальник штабу, Мостиський прикордонний загін.

## Нагороди
21 серпня 2014 року — за особисту мужність і героїзм, виявлені у захисті державного суверенітету та територіальної цілісності України, вірність військовій присязі під час російсько-української війни, відзначений — нагороджений орденом «За мужність» III ступеня.